# Manex Pagola
Pour le footballeur soviétique, voir Agustín Gómez Pagóla.
Manex Pagola, né le 28 juin 1941 à Lantabat et mort le 7 juin 2018 à Bayonne, est un auteur compositeur (mélodiste) basque français de plus d'une centaine de chansons en euskara.
Ancien conservateur adjoint du musée basque et de l'histoire de Bayonne, il est affilié à Eusko Alkartasuna.

## Biographie
(juin 2018).

### Parcours professionnel
- Études secondaires principales à Ustaritz, post secondaires à Bayonne et Dax
- Coopération en Algérie (1965-1967, Constantine)
- Licence (C1) de langue et culture basques (1984, Bayonne)
- Docteur en anthropologie sociale et culturelle (1995, université de Bordeaux-III)
- Rédacteur puis attaché de conservation du Musée Basque et de la Tradition Bayonnaise (1969- 2001).

### Action culturelle
- Cofondateur de l'Ikastola (avec Seaska en 1969).
- Cofondateur de la radio bascophone Gure Irratia (1981).
- Cofondateur de spectacles de chants et musiques basques : Zazpiribai, Ortziken, Kanta Bi.
- Cofondateur de Euskal Herriko Artistak (Artistes du Pays basque).
- Membre d'Eusko Ikaskuntza (Société d'études basques) et Euskaltzaindia (Académie de la langue basque).

### Engagement politique
- Candidat à plusieurs reprises à des élections cantonales et législatives avec les mouvements Enbata (Mouvement politique basque et fédéraliste européen), EHAS (Parti socialiste du Pays basque), Eusko Alkartasuna (Parti basque transfrontalier, pacifiste, social démocrate et fédéraliste européen)[2].

- Cofondateur de la Fédération R&PS (Régions et peuples solidaires).
- Membre depuis 1988 et ancien président (2003 - 2007) de la fédération du nord du Pays basque d'Eusko Alkartasuna.
- Membre du Patronage de la Fondation Alkartasuna (Bilbao).
- Membre du comité de rédaction du mensuel politique basque bilingue ZUBIAK et d'Alkartasuna.

## Ouvrages

### Publications
- Culture basque et urbanisation à Hasparren, Bayonne, Édition de l’auteur, 1995, 772 p.
- Biziaren errotan, Bayonne, Édition de l'auteur , 1984, 47 p.
- Realizaciones significativas en el norte del Pais Vasco (1960- 1990). In Ibaiak eta Haranak, vol.9, p.269-295.
- Manex Pagola: bere kantugintza eta argibide zonbait (1958-2015). Elkar, 2016

### Anthologie
- Biziaren altzotik. Société des amis du musée basque, 1987.
- Manex Pagola. 100 kantu + Jo Maris-en obra batzu. Elkar, 2016

### Œuvres non publiées
- Approche anthropo-historique du Musée Basque de Bayonne : mémoire de maîtrise d'ethnologie,  Bordeaux, 1986.
- Euskal gudari (pièce de théâtre, 1958)
- Biba turisma! (pièce de théâtre, 1978)